# How I Fell in Love with a Gangster
How I Fell in Love with a Gangster (in polacco Jak pokochalam gangstera) è un film del 2022 diretto da Maciej Kawulski.

## Trama
L'ascesa e la caduta di Nikodem 'Nikos' Skotarczak, uno dei più famigerati gangster della storia della Polonia e raccontata da una misteriosa donna.

## Distribuzione
Il film è stato distribuito sulla piattaforma Netflix a partire dal 12 gennaio 2022.
L'ultima moglie del vero Nikodem Skotarczak ha fatto causa a Maciej Kawulski, Open Mind Production e Netflix perché il film "Come mi sono innamorato di un gangster" viola i suoi diritti personali come la dignità, il buon nome, la privacy e il culto della memoria di una persona deceduta.